# LXXVIII. Armeekorps
LXXVIII. Armeekorps var en tysk armékår under andra världskriget. Kåren sattes upp den 6 mars 1944.

## Befälhavare
Kårens befälhavare:
- Generalmajor Oswin Grolig  6 mars 1944–25 maj 1944

Stabschef:
- Oberstleutnant Horst Liese März  6 mars 1944–25 maj 1944